# Plankenfels
Plankenfels ist eine Gemeinde im Landkreis Bayreuth (Regierungsbezirk Oberfranken). Die Gemeinde ist Mitglied der Verwaltungsgemeinschaft Hollfeld.

## Geografie
Die Gemeinde liegt etwa 50 km nordöstlich von Nürnberg und 18 km südwestlich von Bayreuth, im Nordosten des Naturparks Fränkische Schweiz. In Nord-Süd-Richtung wird sie von der Wiesent durchflossen.

### Ort Plankenfels
Der alte Ortskern von Plankenfels befindet sich auf der Westflanke des Tales der Wiesent. Südlich mündet die Truppach hinein. Nordöstlich liegen, etwas abgetrennt, die neueren Teile des Ortes, Altneuwirthshaus, Hammer und Neuwirthshaus.

### Gemeindegliederung
Die Gemeinde hat 14 Gemeindeteile (in Klammern ist der Siedlungstyp angegeben):
- Eichenmühle (Einöde)
- Hammer (Einöde)
- Kaupersberg (Weiler)
- Meuschlitz (Weiler)
- Neumühle (Einöde)
- Neuwelt (Weiler)
- Plankenfels (Kirchdorf)
- Plankenstein (Weiler)
- Ringau (Weiler)
- Scherleithen (Dorf)
- Schlotmühle (Einöde)
- Schrenkersberg (Einöde)
- Schressendorf (Dorf)
- Wadendorf (Dorf)

Die Wohnplätze Altneuwirthshaus und Neuwirthshaus zählen zum Gemeindeteil Plankenfels, der Wohnplatz Kalkbüsch zum Gemeindeteil Wadendorf.
Es gibt auf dem Gemeindegebiet die Gemarkungen Plankenfels, Schönfeld (Gemarkungsteil 1) und Schressendorf (Gemarkungsteil 1). Die Gemarkung Plankenfels hat eine Fläche von 10,166 km². Sie ist in 1920 Flurstücke aufgeteilt, die eine durchschnittliche Flurstücksfläche von 5294,73 m² haben. In ihr liegen neben dem namensgebenden Ort die Gemeindeteile Eichenmühle, Hammer, Kaupersberg, Neumühle, Neuwelt, Plankenstein, Ringau, Scherleithen, Schlotmühle, Schrenkersberg und Wadendorf.

### Nachbargemeinden
Nachbargemeinden sind (von Norden beginnend im Uhrzeigersinn) Mistelgau, Waischenfeld, Aufseß und Hollfeld.

## Geschichte

### Bis zur Gemeindegründung
Plankenfels entstand als Grenzgebung zwischen dem bischöflichen Bamberg und dem Kulmbach-Bayreuther Gebiet. Die Herren von Plankenfels wurden 1217 erstmals urkundlich erwähnt und starben 1538 aus. Ort und Burg Plankenfels wechselten danach mehrmals den Besitzer.
Im Mai 1525 wurde Plankenfels im Bauernkrieg durch die Bauernhaufen geplündert und zerstört.
Seit dem 17. Jahrhundert waren die Herren von Schlammersdorf in Plankenfels ansässig. Die Herrschaft der Freiherren von Schlammersdorf kam mit der Rheinbundakte 1806 zu Bayern.
Durch die Verwaltungsreformen zu Beginn des 19. Jahrhunderts entstand die Landgemeinde Plankenfels, zu der neben dem gleichnamigen Hauptort die Orte Altneuwirthshaus, Bockshügel, Eichenmühle, Fräuleinsteig, Hammer, Neumühle, Neuwelt, Neuwirthshaus, Plankenstein, Ringau, Scherleithen, Schlotmühle, Schrenkersberg und Wadendorf gehörten. Sie gehörte zum Landgericht Hollfeld, das 1862 in das Bezirksamt und den späteren Landkreis Ebermannstadt überging. 1864 wurde das Schulhaus in Plankenfels eingeweiht. Seit 1972 nur noch als Grundschule
geführt, wurde 2010 der Schulbetrieb ganz eingestellt. Der Grundschulunterricht findet seitdem in Hollfeld statt, zu dessen Schulsprengel Plankenfels gehört. Seit 1996 führt die früher durch den Ort verlaufende St 2186 als Umgehung im Südosten vorbei.

### Eingemeindungen
Am 1. Januar 1972 wurden im Zuge der Gemeindegebietsreform die Gemeinde Löhlitz mit ihrem Gemeindeteil Schafhof und der Ort Kaupersberg von der Gemeinde Nankendorf eingegliedert. Am 1. Mai 1978 wurden Löhlitz und Schafhof in die Stadt Waischenfeld umgemeindet.

### Einwohnerentwicklung
Im Zeitraum von 1988 bis 2018 wuchs die Gemeinde von 834 auf 858 um 24 Einwohner bzw. um 2,9 %. Ein Höchststand wurde am 31. Dezember 1999 mit 910 Einwohnern erreicht.
- 1961: 936 Einwohner, mit den Umgemeindungen an Waischenfeld 1133 Einwohner
- 1970: 914 Einwohner, mit den Umgemeindungen an Waischenfeld 1150 Einwohner
- 1987: 798 Einwohner
- 1991: 840 Einwohner
- 1995: 895 Einwohner
- 2000: 909 Einwohner
- 2005: 893 Einwohner
- 2010: 865 Einwohner
- 2015: 898 Einwohner

## Politik

### Bürgermeister
Bürgermeister ist Harald Wich (CSU). Er wurde im Jahr 2014 Nachfolger von Luise Goldfuß (Wahlgemeinschaft), welche das Amt 12 Jahre lang bekleidet hatte.

### Gemeinderat
Der Gemeinderat (Wahlperiode 2014/20) hat acht Mitglieder.
- Gemeinsame Liste der CSU und Wahlgemeinschaft Plankenfels mit 8 Sitzen

### Wappen
| Wappen von Plankenfels | Blasonierung: „Über schrägem schwarzem Schildfuß mit drei sechsstrahligen silbernen Sternen, in Silber ein steigender blauer Wolf, beseitet links oben von einem schwarzen Schachrochen.“ |
| Wappen von Plankenfels | Wappenbegründung: Das seit 1985 verwendete Gemeindewappen spiegelt die Ortsgeschichte wider: Über dem schrägen schwarzen Schildfuß, belegt mit drei sechsstrahligen silbernen Sternen erhebt sich in Silber ein steigender blauer Wolf, der rechts oben von einem schwarzen Schachrochen beseitet ist. Der Wolf ist das Wappentier der Herren von Plankenfels. Das Wappen der Herren von Schlammersdorf war der Schrägbalken mit den drei Sternen. Der Schachrochen war das Wappen der Familie Neustetter-Stürmer, die im 16. Jahrhundert im Gemeindeteil Wadendorf nachweisbar ist. |

### Interkommunale Zusammenarbeit
Die Gemeinde Plankenfels ist seit 1999 Mitglied im Verein für Regionalentwicklung „Rund um die Neubürg – Fränkische Schweiz e. V.“

## Verkehr
Die Gemeinde wird in Nord-Süd-Richtung von der Staatsstraße 2191 durchquert, die St 2186 führt nach Bayreuth. Bis 1974 führte die Lokalbahn Bayreuth–Hollfeld durch Plankenfels, als Relikt aus dieser Zeit ist noch eine funktionslose Bahnbrücke vorhanden. Der Fränkische Gebirgsweg und der Fränkische Marienweg führen durch den Ort.

## Kultur und Sehenswürdigkeiten

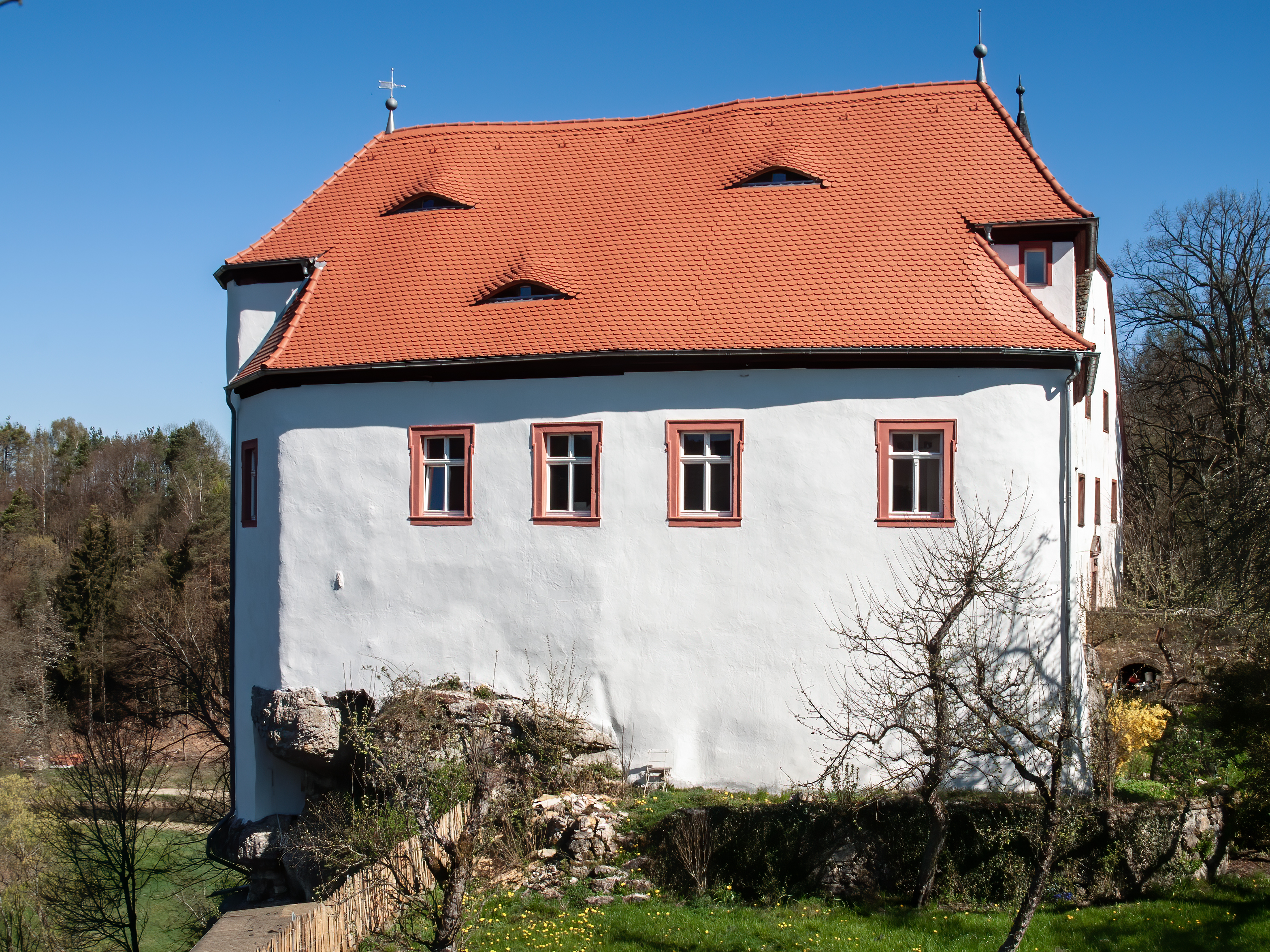
Schloss Südseite
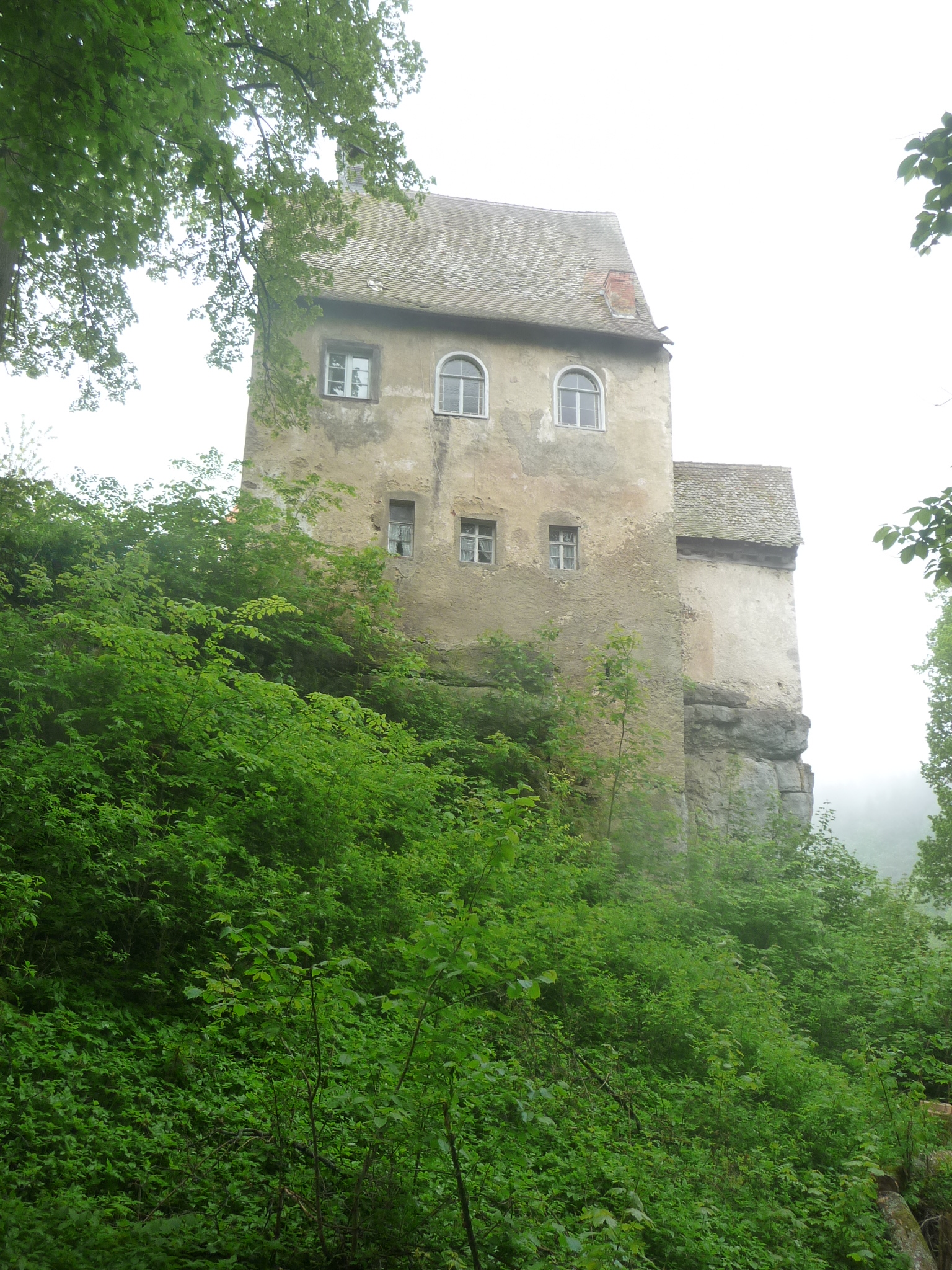
Schloss Plankenfels
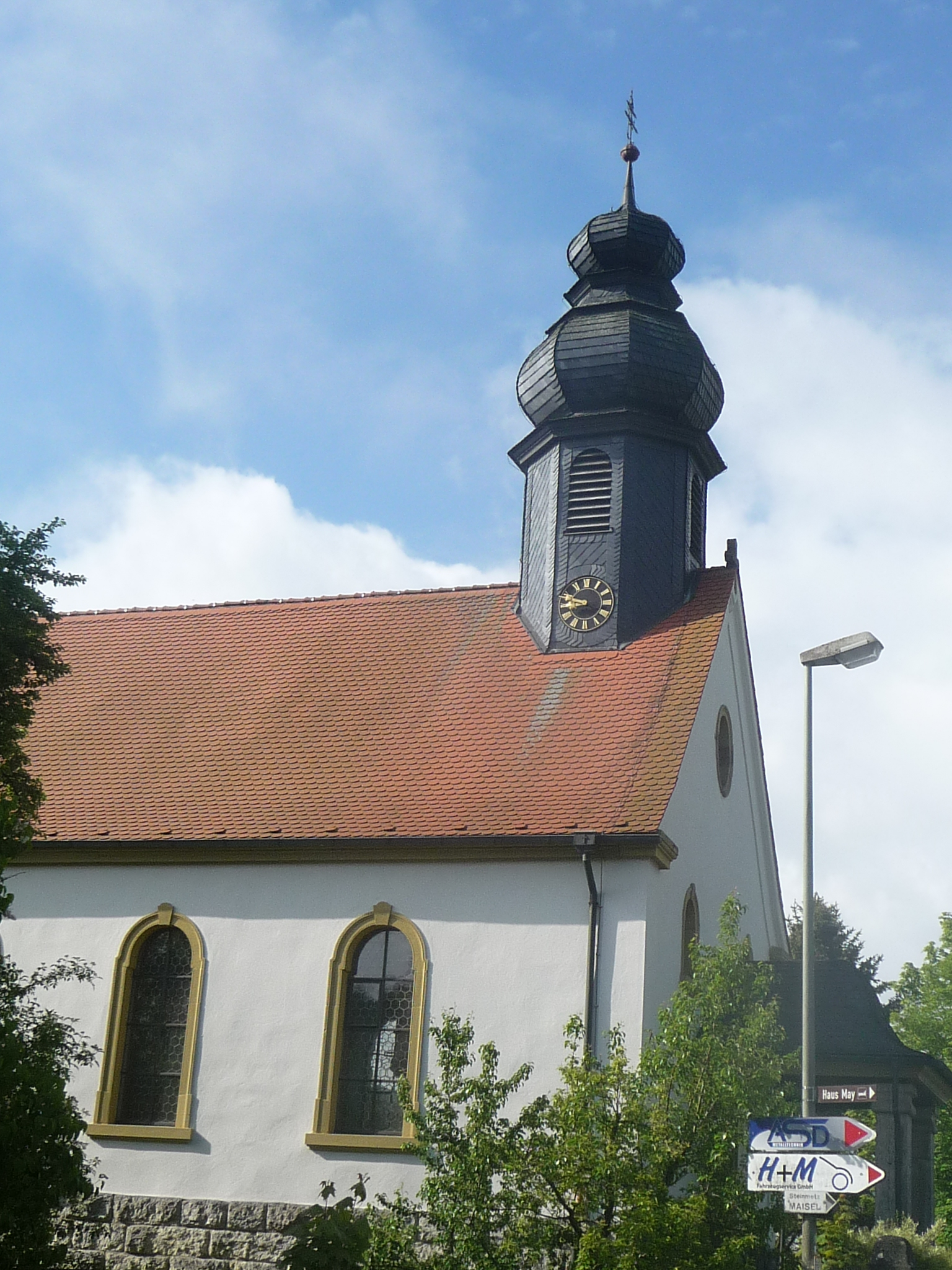
St. Heinrich
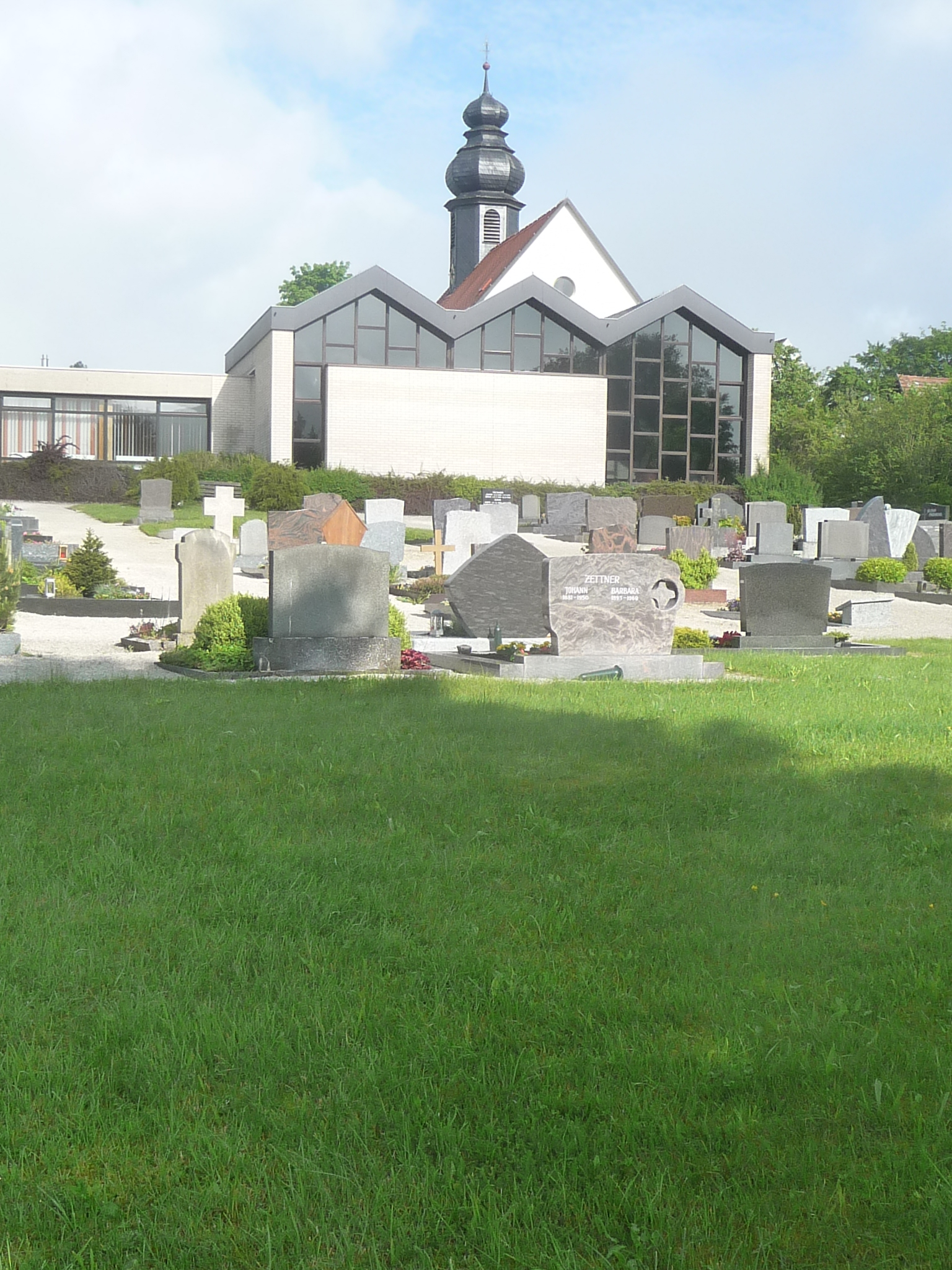
Friedhof